# Kościół Najświętszej Maryi Panny Królowej Polski w Krasnem-Lasocicach
Kościół Najświętszej Maryi Panny Królowej Polski w Krasnem-Lasocicach – murowana z kamienia świątynia rzymskokatolicka w miejscowości Krasne-Lasocice w gminie Jodłownik, będąca kościołem parafialnym parafii pw. Najświętszej Maryi Panny Królowej Polski.
Kościół wzniesiono w latach 1935-1938 w miejscu istniejącej tu wcześniej murowanej kaplicy, wzniesionej przy zbiorowej mogile, w której spoczęli żołnierze austriaccy i rosyjscy, polegli w starciach w tej okolicy podczas I wojny światowej. Autorem projektu był Stanisław Filipkiewicz.

## Architektura
Wymurowany z kamienia i przykryty blachą kościół ma wyraźne cechy stylu eklektycznego.
Jest to budowla trzynawowa, w układzie bazylikowym, z prezbiterium zamkniętym trójbocznie. Bryłę urozmaicają niewielkie szkarpy. Nad całością góruje wieża - w dolnej części kwadratowa, w górnej ośmioboczna. Nakrywa ją baniasty hełm. Nad nawą znajduje się jeszcze jedna wieżyczka na sygnaturkę z latarnią.

## Wnętrze
Wnętrze kościoła jest jasne, gdyż przez okna wpada dużo światła słonecznego. Nawy boczne oddziela od głównej kolumnada. Nawa główna i prezbiterium nakryte są sklepieniem gwiaździstym, neogotyckim, a nawy boczne sklepieniem krzyżowym.
Większość wyposażenia kościoła jest autorstwa Alfonsa Kwiatkowskiego.
Wnętrze zdobi polichromia z 1948, autorstwa Józefa Nawałki, Fryderyka Śnieżka i Józefa Starego.

### Ołtarze
Ołtarz głównyzdobi dekoracja stiukowa i rzeźba Władysława Stolarza z 1966, przedstawiająca Najświętszą Marię Pannę.
Ołtarze bocznew kościele znajdują się dwa ołtarze boczne:
- ołtarz z płaskorzeźbą Serce Jezusa
- ołtarz z płaskorzeźbą przedstawiającą św. Józefa.